# Mareșal al Uniunii Sovietice
Gradul de Mareșal al Uniunii Sovietice (în limba rusă: Маршал Советского Союза) era, practic, cel mai înalt grad militar în armata Uniunii Sovietice. (Teoretic, cel puțin, cel mai mare grad a fost cel de Generalissim, acesta fiind creat special pentru Stalin, care a fost și singurul avansat la acest grad).
Gradul de Mareșal al Uniunii Sovietice a fost creat în 1935 și a fost desființat în 1991. Patruzeci și unu de militari au fost avansați mareșali. Gradul echivalent în marina sovietică a fost acela de Amiral al Flotei Uniunii Sovietice.

## Istoria gradului de mareșal sovietic

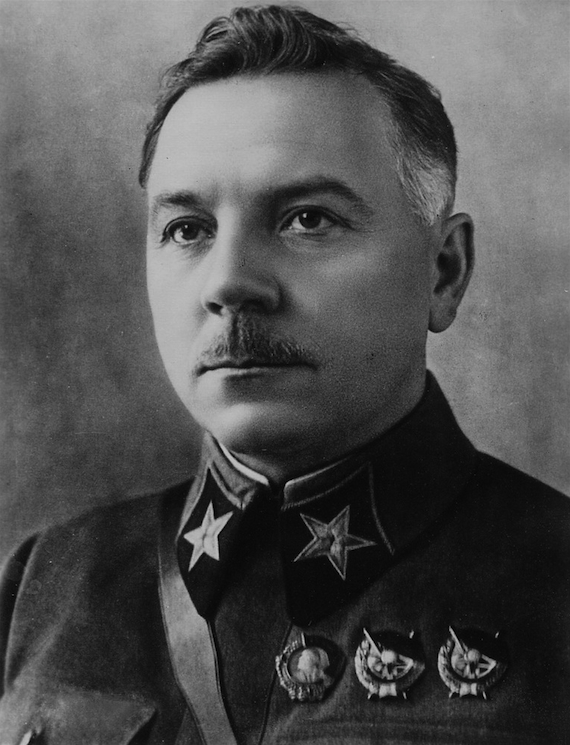
Mareşalul Uniunii Sovietice Kliment Voroşilov

Rangul militar de Mareșal al Uniunii Sovietice a fost înființat prin decret al Sovietului Comisarilor Poporului (Sovnarkom) pe 22 septembrie 1935. Pe 20 noiembrie, au fost avansați la gradul de mareșal cinci militari: Comisarul Poporului pentru Apărare și veteran bolșevic Kliment Voroșilov, Șeful Statului Major al Armatei Roșii Alexandr Egorov și alți trei comandanți importanți ai Armatei, Vasili Bliuher (Blücher), Semion Budionnîi și Mihail Tuhacevski.
Dintre aceștia, Bliuher, Tuhacevski și Egorov au fost executați în timpul Marii Epurări staliniste din anii 1937-38. Pe 7 mai 1940, au fost avansați în grad trei noi mareșali: Comisarul Poporului pentru Apărare Semion Timoșenko și generalii Boris Șapoșnikov și Grigori Kulik.
În timpul celui de-Al Doilea Război Mondial, Timoșenko și Budionnîi au fost schimbați de la comandă, iar Kulik a fost degradat pentru incompetență, fiind promovați comandanți militari care și-au câștigat gradul pe merit. Noii mareșali au fost Gheorghi Jukov, Ivan Konev și Constantin Rokossovski. În 1943 a fost avansat la gradul de mareșal Stalin, iar în 1945 i s-a alăturat șeful poliției secrete, Lavrenti Beria. Alături de cei doi "mareșali politici" a venit în 1947 și Nicolai Bulganin.
Doi mareșali au fost executați în epurările care au urmat în perioada postbelică după moartea lui Stalin: Kulik în 1950 și Beria în 1953. După acest moment, la gradul de mareșali au fost avansați numai militarii de profesie, cu excepția notabilă a lui Leonid Brejnev, care s-a autoavansat în 1976. Ultimul mareșal sovietic a fost Dmitri Iazov, avansat în 1990, care a fost închis după încercarea de lovitură de stat eșuată împotriva lui Mihail Gorbaciov din 1991. Mareșalul Serghei Ahromeev s-a sinucis în 1991, după prăbușirea Uniunii Sovietice.
Rangul de Mareșal al Uniunii Sovietice a fost desființat după dizolvarea URSS-ului din decembrie 1991. A fost succedat de acela de Mareșal al Federației Ruse, care a fost deținut de o singură persoană, Mareșalul Igor Sergheev, care a fost Ministru al Apărării din 1997 până în 2001 și consilier pentru problemele de securitate națională al președintelui Rusiei, Vladimir Putin. Acesta a decedat în anul 2006.
Mareșalii sovietici pot fi împărțiți în trei grupuri, pe generații:
- Cei care și-au câștigat reputația în timpul războiului civil. În rândurile lor se află atât victimele epurărilor din perioada 1937-38 (Bliuher, Tuhacevski și Egorov), cât și cei care au fost la comanda armatei la începutul celui de-Al Doilea Război Mondial. Cu excepția lui Șapoșnikov, ceilalți doi s-au dovedit incompetenți și au fost destituiți de la comandă.
- Cei care și-au câștigat gradele în timpul celui de-Al Doilea Război Mondial și care au ocupat înalte funcții de comandă în a doua parte a conflagrației mondiale. Aceștia sunt: Jukov, Vasilevski, Konev, Rokossovski, Malinovski, Tolbuhin și Ciuikov.
- Cei care au avut funcții de comandă în timpul Războiului Rece. Cu toții au fost ofițeri activi în timpul celei de-a doua conflagrații mondiale, dar ei au fost ori comandanți ai forțelor armate reunite ale Pactului de la Varșovia ori miniștri ai Apărării ai URSS. Aceștia au fost: Grecikov, Iakubovski, Ustinov, Ogarkov, Ahromeev și Iazov.

Toți mareșalii postbelici au fost ofițeri activi și au luptat pe fronturile celui de-Al Doilea Război Mondial, excepție făcând Brejnev, care a fost comisar politic. Chiar și Iazov, care avea doar 20 de ani când a izbucnit războiul, a fost comandant de pluton.

## Lista Mareșalilor Uniunii Sovietice
- Kliment Voroșilov (1881-1969), avansat în noiembrie 1935
- Mihail Tuhacevski (1893-1937), avansat în noiembrie 1935
- Alexander Egorov (1883-1939), avansat în noiembrie 1935
- Semion Budionnîi (1883-1973), avansat în noiembrie 1935
- Vasili Bliuher (1890-1938), avansat în noiembrie 1935
- Semion Timoșenko (1895-1970), avansat în mai 1940
- Grigori Kulik (1890-1950), avansat în mai 1940
- Boris Șapoșnikov (1882-1945), avansat în mai 1940
- Gheorghi Jukov (1896-1974), avansat în ianuarie 1943
- Alexandr Vasilevski (1895-1977), avansat în februarie 1943
- Iosif Vissarionovici Stalin (1879-1953), avansat în martie 1943
- Ivan Konev (1897-1973), avansat în februarie 1944
- Leonid Govorov (1897-1955), avansat în iunie 1944
- Konstantin Rokosovski (1896-1968), avansat în iunie 1944 (Rokosovski a fost și Mareșal al Poloniei din 1949)
- Rodion Malinovski (1898-1967), avansat în septembrie 1944
- Fedor Tolbuhin (1894-1949), avansat în septembrie 1944
- Chiril Merețkov (1897-1968), avansat în octombrie 1944
- Lavrenti Beria (1899-1953), avansat în iulie 1945
- Vasili Sokolovski (1897-1968), avansat în iulie 1946
- Nicolai Bulganin (1895-1975), avansat în noiembrie 1947
- Ivan Bagramian (1897-1982), avansat în martie 1955
- Serghei Biriuzov (1904-64), avansat în martie 1955
- Andrei Greciko (1903-76), avansat în martie 1955
- Andrei Eremenko (1892-1970), avansat în martie 1955
- Kiril Moskalenko (1902-85), avansat în martie 1955
- Vasili Ciuikov (1900-82), avansat în martie 1955
- Matvei Zaharov (1898-1972), avansat în mai 1959
- Filipp Golikov (1900-80), avansat în mai 1961
- Nikolai Ivanovici Krîlov (1903-72), avansat în mai 1962
- Ivan Iakubovski (1912-76), avansat în aprilie 1967
- Pavel Batitski (1910-84), avansat în aprilie 1968
- Petr Koșevoi (1904-76), avansat în aprilie 1968
- Leonid Brejnev (1906-82), avansat în mai 1976
- Dmitri Ustinov (1908-84), avansat în iulie 1976
- Victor Kulikov (născut 1921), avansat în ianuarie 1977
- Nicolai Ogarkov (1917-94), avansat în ianuarie 1977
- Serghei Sokolov (născut 1911), avansat în februarie 1978
- Serghei Ahromeev (1923-91), avansat în martie 1983
- Semion Kurkotkin (1917-90), avansat în martie 1983
- Vasili Petrov (născut 1917), avansat în martie 1983
- Dmitri Iazov (născut 1924), avansat în aprilie 1990